# Amphiura lymani
Amphiura lymani är en ormstjärneart som beskrevs av Studer 1885. Amphiura lymani ingår i släktet Amphiura och familjen trådormstjärnor. Inga underarter finns listade i Catalogue of Life.